# Sainte-Euphémie
Pour les articles homonymes, voir Sainte-Euphémie (homonymie).

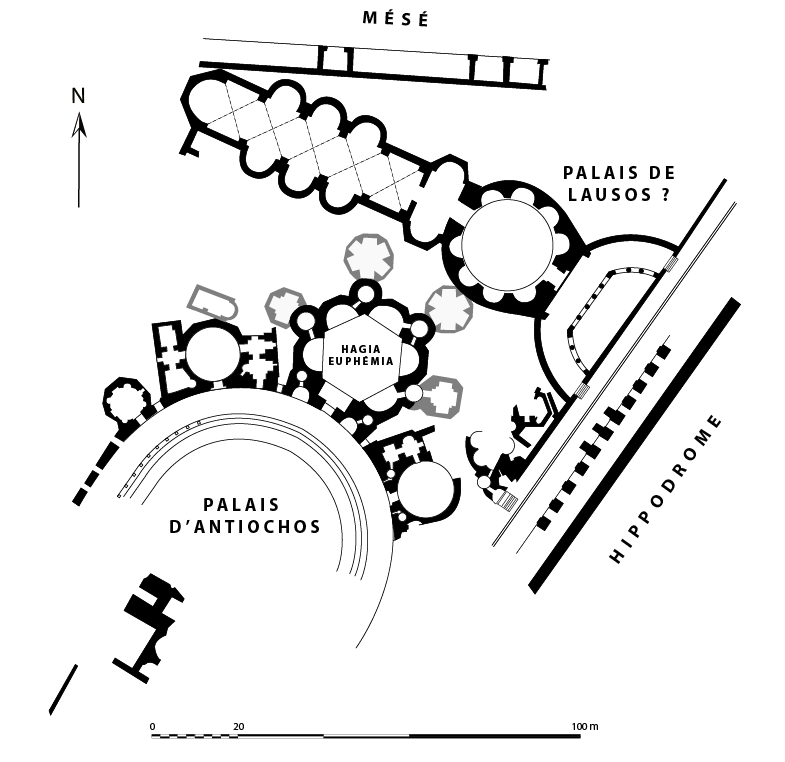
Sainte-Euphémie dans la grande salle du palais d'Antiochos.

Sainte-Euphémie (en grec Ἁγία Εὐφημία / Hagía Euphèmía) est le nom de deux églises byzantines.

## Histoire

### Sainte-Euphémie en Chalcédoine
La première fut construite au IVe siècle sur la tombe de la sainte dans les environs de Chalcédoine : il s'agissait d'une basilique adjointe à un Martyrium circulaire, où était conservée la dépouille de la sainte dans un sarcophage d'argent. La relique était réputée pour un épanchement miraculeux de sang, reproduit chaque année : le sang, recueilli, était distribué dans des ampoules de verre.
C'est dans cette église que se tint le concile de Chalcédoine en 451.
En 471, l'empereur byzantin Léon Ier, influencé par deux camps politiques rivaux à sa cour, fomente l'assassinat d'Aspar, son magister militum. Aspar et ses fils Ardabur, Patrice et Erménéric, se rendent au théâtre où ils sont hués par la foule en colère sans que l'empereur n'intervienne. Face à la violence de la foule, ils se réfugient à Chalcédoine dans l'église Sainte-Euphémie. L'évêque de Constantinople et l'empereur les font sortir en les persuadant qu'aucun mal ne leur sera fait. Mais Aspar et Ardabur seront assassinés peu après.
L'église fut par la suite détruite par les invasions perses sous le règne d'Héraclius (en 615 ou en 626).

### Sainte-Euphémie de l'Hippodrome
Les reliques de la sainte furent alors transférées à Constantinople dans la grande salle hexagonale du palais d'Antiochos, jouxtant le côté nord de l'hippodrome : l'édifice fut converti à cette occasion en église, appelée Sainte-Euphémie de l'Hippodrome (en grec Ἁγία Εὐφημία ἐν τῷ Ἱπποδρόμῳ).
Lors de la période iconosclaste, Constantin V profana l'église et fit jeter les reliques de la sainte à la mer. Miraculeusement, les reliques furent préservées et sous le règne d'Irène, rapportées dans l'église restaurée.
L'église survécut jusqu'à la fin de l'Empire byzantin et reçut vers 1280-1290 un cycle de fresques illustrant la vie de la sainte.
Ce sont les fouilles de Sainte-Euphémie en 1942 et 1950-1952 qui révélèrent l'existence du palais d'Antiochos.